# Ladislav Prokop
Ladislav Prokop, né le 9 juin 1917, est un ancien joueur tchécoslovaque de basket-ball. Il est le frère de Hubert Prokop.